# Lionel Larry
Lionel Larry (né le 14 septembre 1986) est un athlète américain spécialiste du 200 et du 400 m.
Ses meilleurs temps sont :
- 200 m : 20 s 32 (1,30) New York 	30/05/2009
- 400 m : 44 s 63 Des Moines 	14/06/2008